# Élastase
En biologie moléculaire, les élastases sont des enzymes produites par certains animaux (dont les mammifères), appartenant à la classe des protéases.

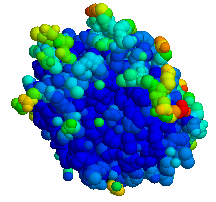
Représentation (modèle) de l'élastase.

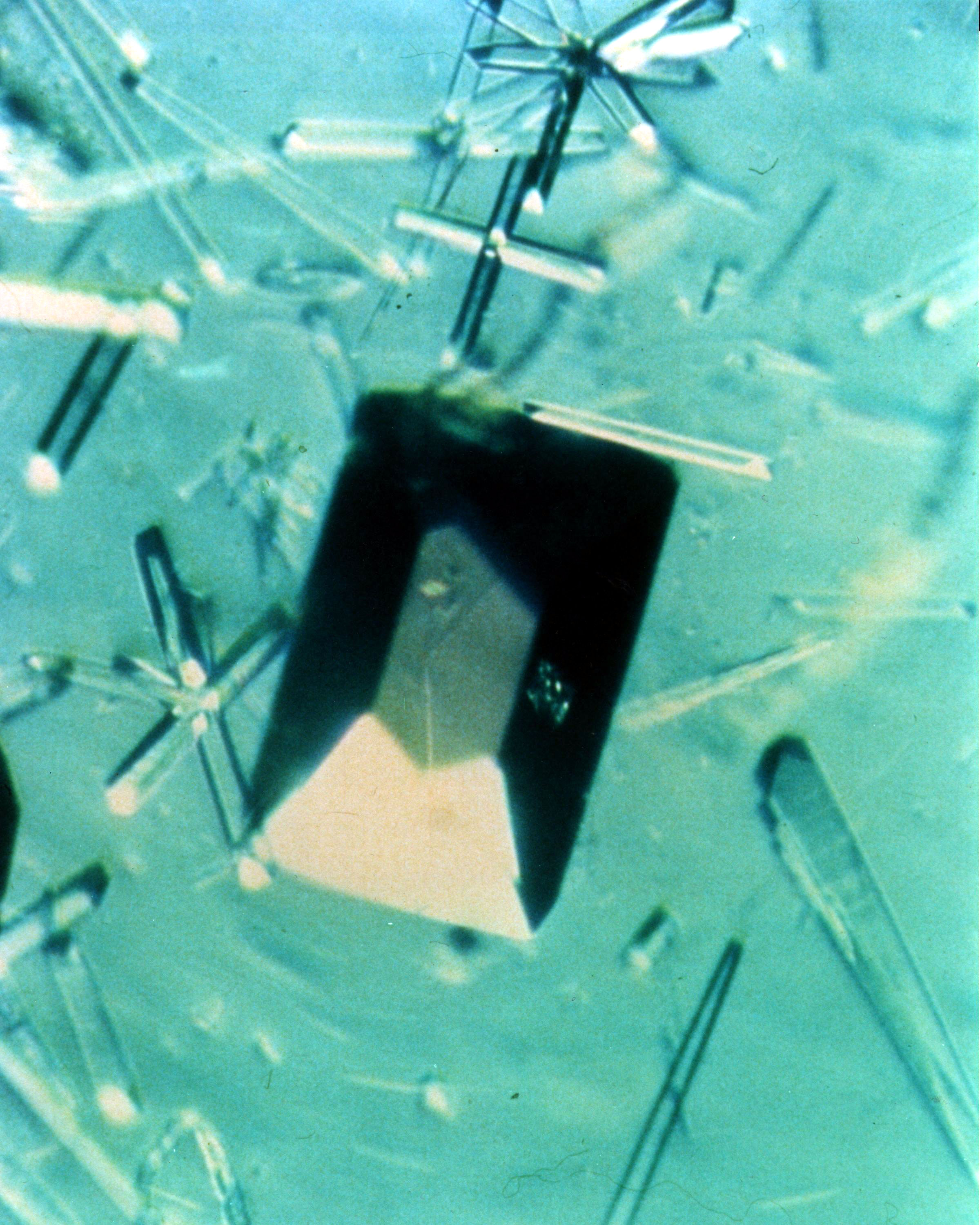
Cristaux d'élastase porcine.

Exclusivement produites dans le pancréas[citation nécessaire], elles  sont diffusées dans le corps où elles ont un rôle immunologique (attaque des parois externes de bactéries) et où elles catalysent l’hydrolyse de l’élastine, une fibre élastique qui - avec le collagène - détermine les propriétés mécaniques du tissu conjonctif. 

L'élastase produite par les neutrophiles lors d'une infection ou réaction inflammatoire est contrôlée par une protéine dite Alpha_1-antitrypsine. 
Les élastases produites en excès sont éliminées via l'intestin, où la flore intestinale ne la dégrade pas, ce qui permet de la doser dans les excréments ; son taux normal est d'environ 150 µg par gr de selles. Un taux plus bas est signe d'une insuffisance pancréatique exocrine.
Les neutrophiles peuvent casser la protéine A (OmpA) de la membrane externe de bactéries pathogènes de type Gram-négatives Escherichia coli. L'élastase a une fonction immunologique similaire et importante en décomposant des facteurs de virulence de bactéries telles que les Shigella, en clivant certaines liaisons peptidiques au sein de certaines « protéines cibles ».  
Ces endopeptidases hydrolysent les liaisons peptidiques dans lesquelles un résidu d'acide aminé aliphatique    (Glycine, Alanine, Valine, Isoleucine) est engagé par son groupement carboxylique. 
Pour en savoir plus sur les mécanismes en cause, voir protéase à sérine.

## Le rôle de l'élastase humaine dans certaines maladies

### A1AT
L'élastase est inhibée par la protéine α1-antitrypsine (A1AT) qui est l'une des protéines de phase aiguë (PPA) (classe de protéines synthétisées par le foie en réponse à une inflammation). 
Cette protéine se lie de manière quasi-irréversible au site actif de l'élastase et de la trypsine. 

L'A1AT est normalement sécrétée par les cellules hépatiques dans le sérum. Un déficit en alpha 1-antitrypsine carence en α1-antitryspin (A1AD) conduit à une destruction des fibres élastiques par l'élastase avec comme principal résultat l'emphysème pulmonaire.

### Neutropénie cyclique
La Neutropénie cyclique (ou Cyclic hematopoeiesis pour les anglophones) est une maladie rare, maladie génétique ; autosomique dominante, caractérisée par une fluctuation des granulocytes neutrophiles sur des périodes de 21 jours. 
Ces granulocytes neutrophiles (ou polynucléaires neutrophiles PNN) sont des cellules sanguines appartenant à la lignée des globules blancs (leucocytes) qui jouent un rôle majeur dans le système immunitaire. 
Cycliquement (durant la phase de neutropénie), le risque d'infection augmente chez ces malades.
En 1999, cette maladie a pu être reliée à des troubles du gène ELA-2/ELANE. 

D'autres formes de neutropénie congénitale semblent aussi être liée à des mutations du gène ELA-2.

### Autres maladies
C'est l'élastase des neutrophiles qui est responsable (en présence d'anticorps) de la formation de cloques dans la pemphigoïde bulleuse, une maladie de la peau.

## Le rôle de l'élastase dans les maladies bactériennes
Il a été montré que :
- l'élastase perturbe les jonctions serrées (ou zonula occludens ou encore tight junction pour les anglophones), qui permettent - grâce à une protéine dite "claudine" [2]- la bonne étanchéité des compartiments tissulaires et des tissus épithéliaux chez les chordés (et donc chez l'Homme) ;
- l'élastase peut causer des dommages protéolytique à de nombreux types de tissus ;
- l'élastase peut briser des cytokines et l'inhibiteur alpha protéinase ;
- clive les immunoglobulines A et G (IgA, IgG) ;
- s'attacher à la fois à la protéine C3bi, une composante du système du complément, et à la protéine CR1 autre composante du « complément », des récepteurs présents sur les neutrophiles impliqué dans la phagocytose ; 
Le clivage des IgA, IgG, C3bi, CR1 contribue à une diminution de la capacité des neutrophiles à détruire les bactéries par phagocytose.

Pris dans leur ensemble, tous ces facteurs contribuent à des pathologies humaine ou animales.